# Корейські обладунки

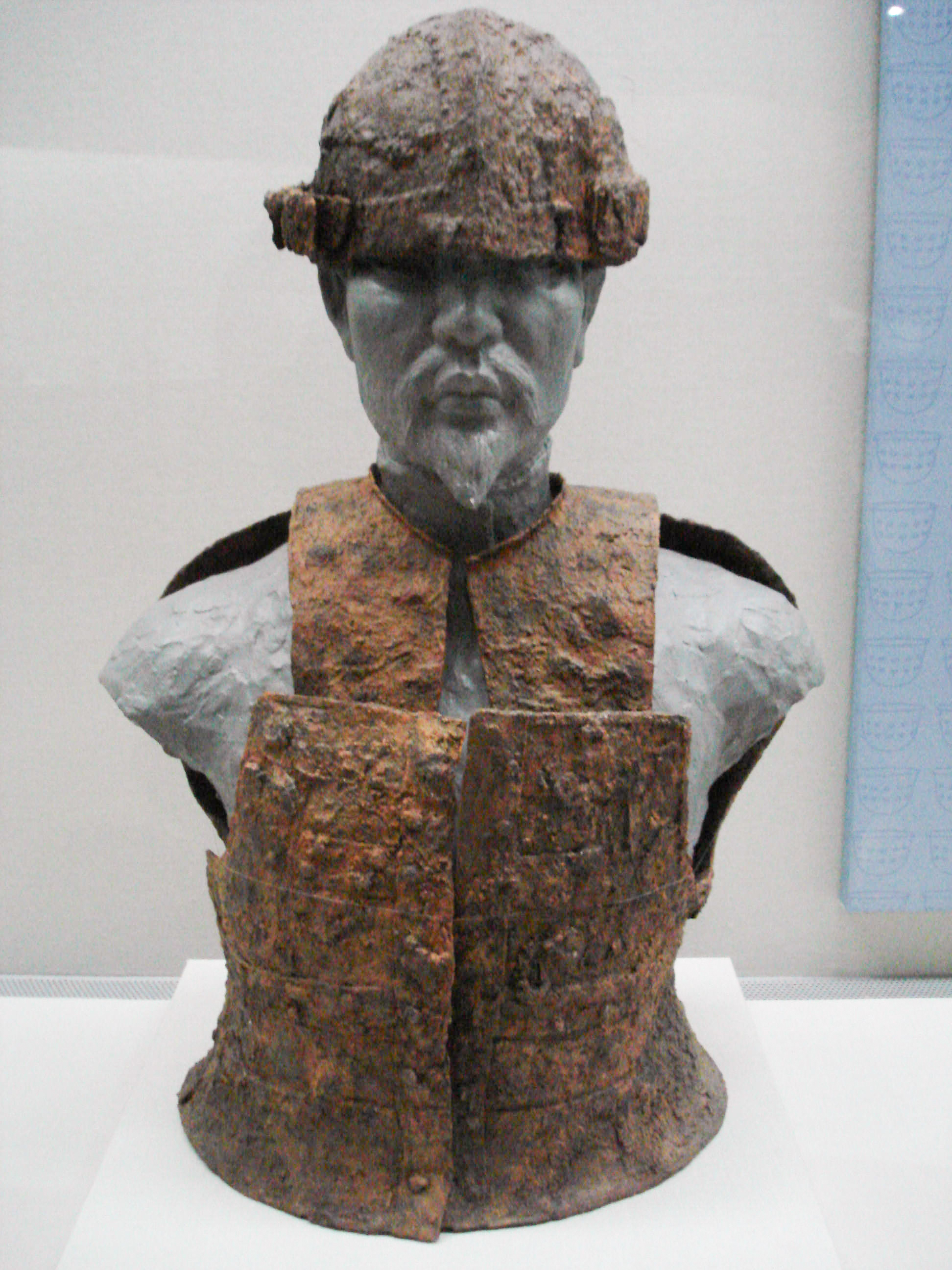
Кая обладунки і шолом (5 століття)

Корейські обладунки - це обладунки, які традиційно використовувалися в стародавні часи корейцями, тими, хто боровся в Кореї і від її імені, або корейцями, які воювали за кордоном. Залежно від тактичної ситуації, корейські обладунки також включали в себе кінську броню і інші види ранньо-антибалістичних обладунків до 20-го століття. 

## Історія

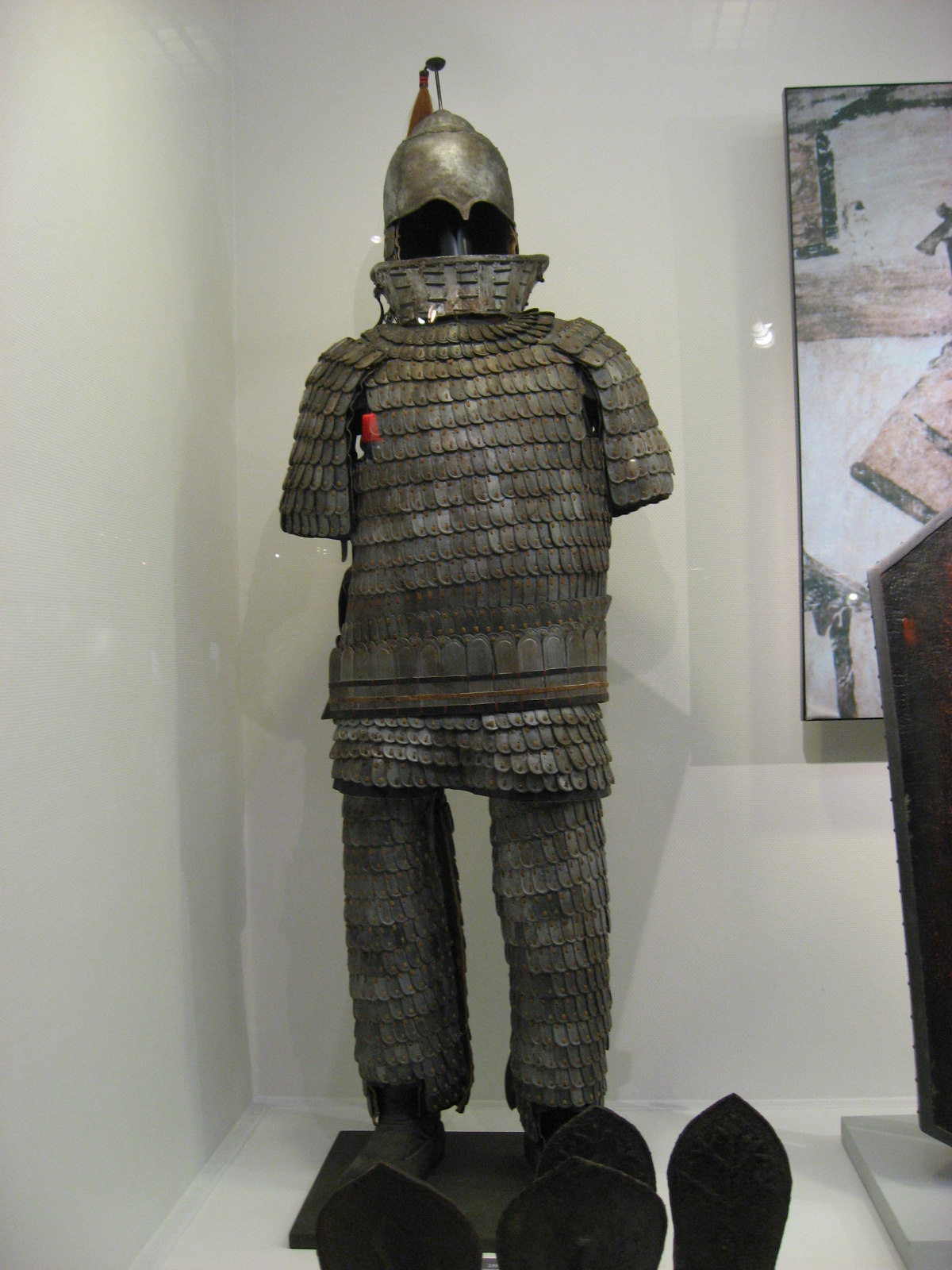
Корейські обладунки

Корейська броня була в основному зосереджена на захисті від ракетної війни, оскільки гориста місцевість робила польові битви відносно рідкісними в порівнянні з іншими країнами; взяття укріплень було типовим способом ведення війни. Металева броня була відносно широко поширена в період трьох корейських держав через постійну війну, але її використання зменшилося, після того як Корея була об'єднана. При династії Чосон звичайні провінційні війська були забезпечені м'якою бронею, в той час як центральні підрозділи могли дозволити собі металеву броню. 
Корейська війна часто базувалася на суворій місцевості і вогневій потужності, яку здійснювали по противнику з висоти, зазвичай у вигляді стріл луків і більш пізніх порохових знарядь, в той час перевагу надавали кавалерії проти постійних набігів чжурчженів під час династії Чосон. Борючись з набагато більшими силами, такими як Китай і Японія, корейці вважали за краще мобільність і дальнобійну тактику, яка обмежувала опору на сильно броньовані підрозділи, незважаючи на сильне включення рукопашного бою. 
Корейські обладунки періоду трьох корейських держав виготовлялися у двох основних стилях: ламеллярні обладунки, що відрізняється від стилю китайських обладунків того часу, обладунки степових полчищ і обладунки, знайдені на території племінного союзу Кая і його околицях. Пластинки ламеллярних обладунків робилися з твердих матеріалів: заліза, сталі, бронзи, шкіри, рогу, каменю, кістки або ще більш екзотичних матеріалів. 
У більш пізні періоди корейські обладунки також включали в себе бригантини, кольчуги і лускаті обладунки. Через ціну залізних і сталевих виробів, які часто було надто дорогими для селянських призовників, шоломи не завжди були повністю сталевими, і шкіряні шоломи не були рідкістю. 

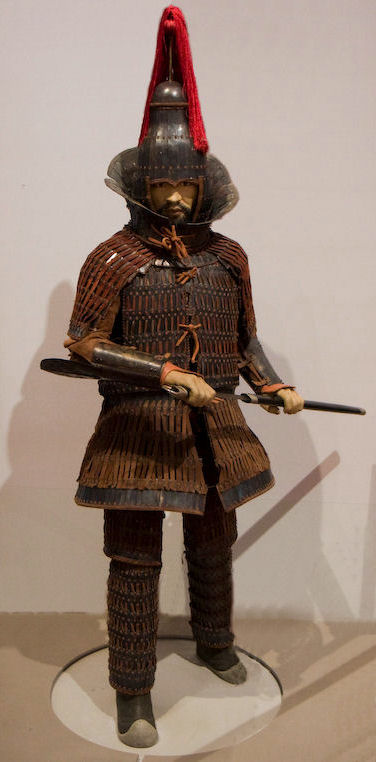
Обладунки з Кая

Корейські обладунки, з гори до низу, зазвичай складалися з шолому, важкого основного обладунку з наплічниками або захистом плечей і пахв, захистом ніг (доповнених довгим подолом, роль якого виконує набедренник від основного обладунку), захисту паху і захисту кінцівок. Що стосується озброєння, корейські військові використовували важку піхоту, озброєну мечами або списами, а також щити, пікінерів, лучників, арбалетників і універсальну важку кавалерію, здатну до стрільби з лука. Корейські військово-морські сили використовували важкі дерев'яні щити як засіб захисту персоналу на верхніх палубах корейських кораблів. Припускається, що в період правління при монгольській імперії, в Кореї (кінець династії Корьо) почався період ряду змін в збройних силах, деякі з яких пережили епоху Чосон, що послідувала за кінцем династії Корьо в 1392 році. Японські гравюри показують корейських/монгольських воїнів під час двох монгольських навал в Японію (1274 і 1281 років), що складаються в основному з призовників з Кореї і Китаю, з щитами і елементами броні в монгольському стилі. Приклади корейських обладунків епохи Чосон часто показують ряд змін прийнятих в монгольський період. 
Після розквіту династії Чосон в корейських обладунках відбулися зміни в основному використовувалися: кольчуги, кільчасто-пластинчасті обладунки, ламеллярні обладунки і бригантини. 

## Період трьох корейських держав

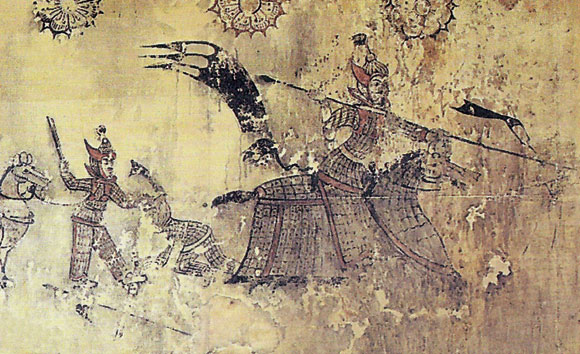
Солдат Когурьо

Найкраще збереглися обладунки періоду трьох корейських держав, які були виготовлені в конфедерації Кая. Обладунки з Кая є найкращими панцерними обладунками з давніх часів, які можуть змагатися з обладунками Середземноморського басейну того ж періоду. Ці панцерні обладунки в стилі Кая поділяються на три типи: перший виготовляється шляхом з'єднання вертикальних сталевих смуг в єдину пластину, другий - шляхом об'єднання горизонтальних смуг, а третій - із з'єднання невеликих трикутних сталевих елементів. Перший тип зустрічається в Кая і Сілла, в той час як більшість прикладів для двох інших зустрічаються в Кая, але деякі були знайдені в північній частині Пекче. Подібні стилі були також знайдені на Кюсю і Хонсю в Японії. 
Обладунки Когурьо представляли собою ламеллярні обладунки, виготовлені з маленьких сталевих пластин, сплетених разом шнуром. Перші приклади їхніх обладунків були виявлені в 2009 році у стародавніх гробницях району Джоксаєм в Хванг-Доні, Кьонджу, Кенсан-Пукто. Фрески Когурьо, знайдені в Північній Кореї, також проливають світло на те, як виглядали обладунки Когурьо. 

## Обладунки династії Чосон

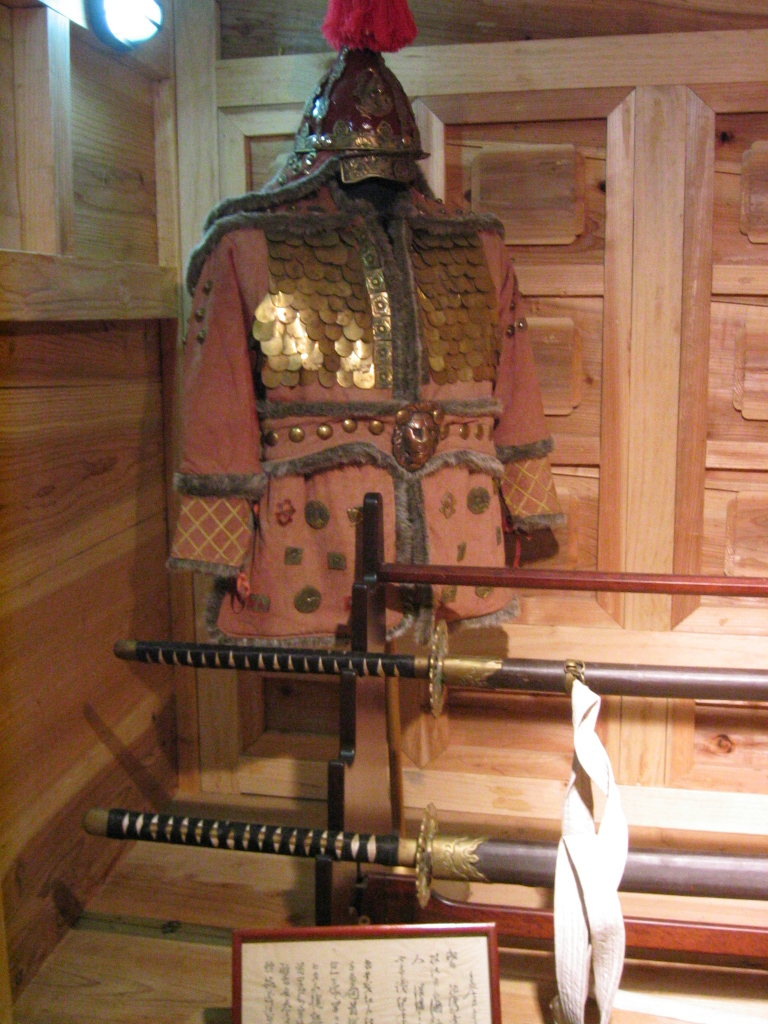
Обладунки з битви при Танханпго

Обладунки династії Чосон можна розділити приблизно на два періоди часу: рання династія (бл. 15-16 століття) і пізня династія (бл. 17-19 століття). Точна точка початку переходу від ранніх обладунків до пізніх династій все ще невирішена, але, вона схоже десь близько, японського вторгнення в Корею (1592-1598 рр.) та маньчжурського вторгнення в Корею, тільки дві тотальні війни, з якими Корея зіштовхнулася під час династії Чосон. Протягом обох періодів, м'який обладунок (eomshimgap, хангиль: 엄심갑, ханьча: 掩心甲) був популярний серед простих солдатів, так як при династії Чосон було потрібно, щоб селянські призовники надавали своє спорядження, а м'які обладунки надавали захист тіла за низькою ціною. Металева броня використовувалася в основному у військових частинах, розташованих в столиці, які формували головну ударну силу сухопутних військ династії Чосон.
У ранній період династії Чосон як і раніше використовувалися кольчуга і кільчасто-пластинчастий обладунок, що використовувалися в пізній період династії Корьо, в той час як ламеллярні обладунки, традиційна форма корейських обладунків, також зберігалася під впливом монголів. Повний набір металевих обладунків складався з шолому, дуже схожого на європейського капеліна з прикріпленим кольчужним або ламеллярним захистом шиї, обладунку, що спускається до стегон або колін, і набору наплічників. 
В кінці династії бригантина стала основною корейською металевою бронею і часто доходила по довжині нижче колін, і шолом набував конічну форму. Решта не сильно змінилася, так як династія не вела жодних війн після маньчжурських навал. Однак в середині 19-го століття була зроблена спроба розробити протибалістичну броню, виготовлену шляхом зшивання листів тканин разом з бавовною і об'єднання їх в товстий жилет, у відповідь на переважну вогневу міць гвинтівок, випущених західними державами, такими як Франція і США. Хоча ця спроба частково відповідала існуючому способу виготовлення противобалістичних жилетів, вона, схоже, не виявилася ефективною. 